# FK Metalac Gornji Milanovac
A Metalac Gornji Milanovac (szerbül: Фудбалски клуб Металац Горњи Милановац) egy szerb labdarúgócsapat, székhelye Gornji Milanovac városában található. Jelenleg a szerb élvonalban szerepel.

## Külső hivatkozások
- Adatlapja az uefa.com-on (angolul)